# Иткин, Анатолий Зиновьевич
Анатолий Зиновьевич Иткин (род. 28 января 1931; Москва СССР) — советский и российский художник, график и иллюстратор книг. Заслуженный художник России (1998).

## Биография
Родился 28 января 1931 года в Москве в семье служащих (отец — фининспектор, мать — бухгалтер). В 1943 году, вернувшись из эвакуации, начал учиться в Московской средней художественной школе, где познакомился с Вениамином Лосиным и Евгением Мониным, ставшими его друзьями.

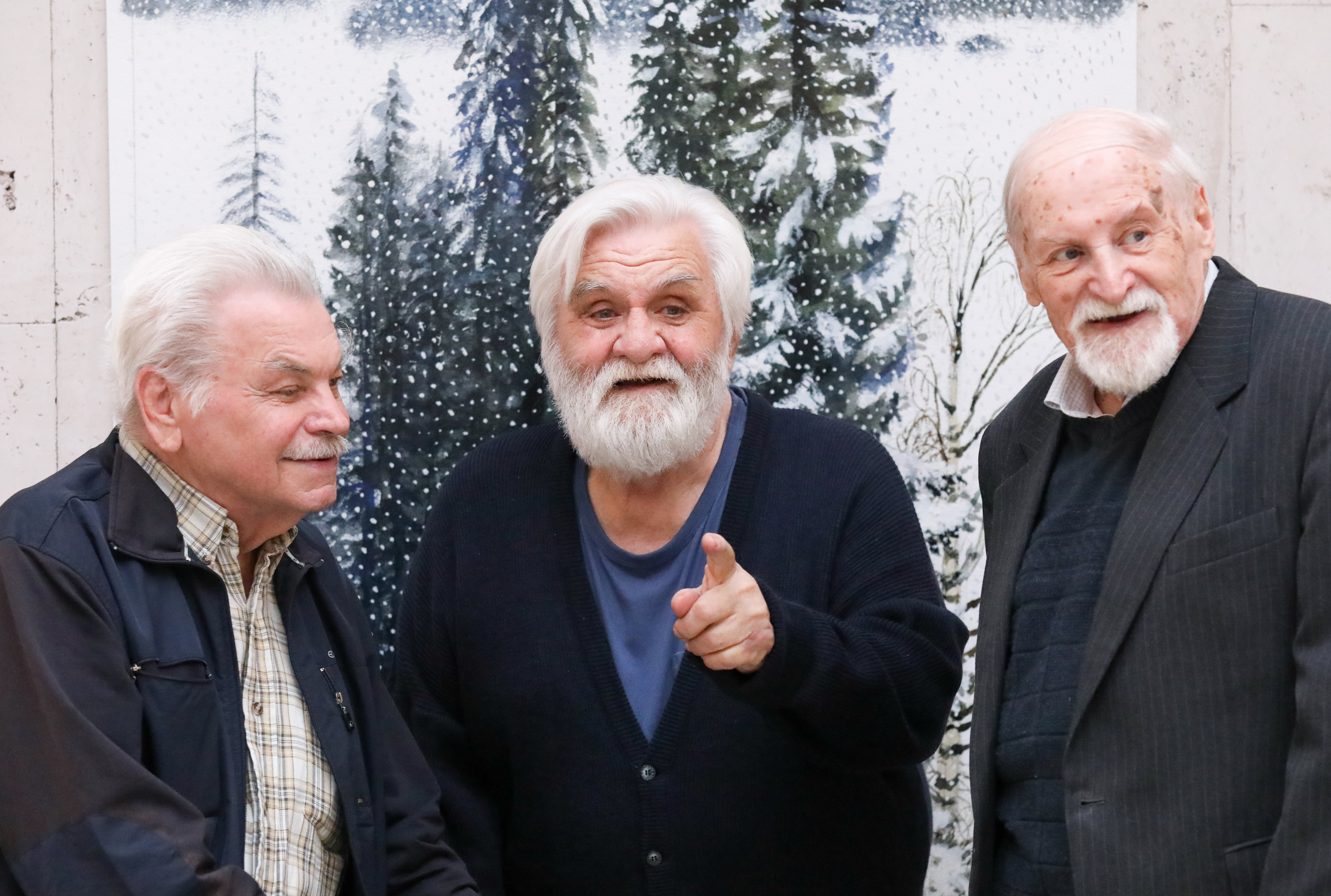
Художники Анатолий Елисеев, Николай Устинов и Анатолий Иткин в Российской государственной детской библиотеке.

В 1950 году поступил в Латвийскую академию художеств, однако через год перешёл в Московский художественный институт имени В. И. Сурикова. Учился на графическом факультете у М. С. Родионова и П. И. Суворова. Диплом защищал под руководством Б. А. Дехтерёва (иллюстрации к «Судьбе барабанщика» А. Гайдара).
С 1954 года публикуется как художник-иллюстратор в журнале «Мурзилка» и книгах различных издательств («Детская литература», «Малыш», «Советская Россия» и других). Специализируется на произведениях русской и зарубежной классики, входящих в школьную программу (Д. Фонвизина, П. Вяземского, М. Лермонтова, И. Тургенева, Н. Некрасова, М. Горького, Л. Кассиля, Ш. Перро, О. де Бальзака, М. Твена), в частности приключенческой литературе (В. Скотт, А. Дюма, Ж. Верн, Ф. Купер).
Кроме того, постоянно обращается к произведениям А. С. Пушкина и пушкинской эпохе (в частности, создал серию эстампов к повести Ю. Тынянова «Пушкин» и серию литографий «Поэты Пушкинского окружения», в разные годы иллюстрировал сборники стихов и прозы поэта, издания «Дубровского», «Капитанской дочки» и «Евгения Онегина»).
Значительное количество работ создано в технике эстампа (цветные литография и моногравюра), во время поездок по стране также пишет с натуры акварелью и гуашью.
В 1961 году вступил в Союз художников СССР. В 1998 году Иткину было присвоено звание Заслуженного художника России.
В 2010 году выпустил книгу воспоминаний «Детство в Останкине», а в 2017 году — ещё одну книгу «Вдоль по памяти».

## Награды
- 2014 — «За особый вклад в искусство книжной графики, верность эстетическим принципам» на Всероссийском конкурсе книжной иллюстрации «Образ книги»[4];
- 2024 — лауреат Национальной премии в области детской и подростковой литературы в номинации «За вклад в развитие детской литературы»[5].